# Бахна (Мехединци)
Бахна (рум. Bahna) насеље је у Румунији у округу Мехединци у општини Иловица. Oпштина се налази на надморској висини од 131 m.

## Становништво
Према подацима из 2002. године у насељу је живело 471 становника, од којих су сви румунске националности.